# 흥안운수
흥안운수(興安運輸)는 서울특별시의 시내버스 업체이다. 삼화상운, 관악교통, 한성여객, 서울교통네트웍, 흥안마을버스등의 계열사를 가지고 있다.

## 흥안운수 연혁

### 2004년 서울특별시 시내버스 개편이전
- 1971년 10월 22일: 동남교통(東南交通)[1]으로 설립
- 1976년 5월: 사명을 동남교통(東南交通)에서 흥안운수(興安運輸)로 변경
- 2001년 7월 6일: 당시 같은 계열사였던 신우교통을 흡수 합병.
- 2001년 7월 16일: 경기도 남양주시 별내면 덕송리에 지점 설치.

### 2004년 서울특별시 시내버스 개편이후
- 2004년 7월 1일: 2004년 서울특별시 시내버스 개편과 동시에 지선버스 11개와 간선버스 3개의 노선으로 운행 시작
- 2013년 9월 13일: 심야버스 N13번 운행 개시
- 2017년 3월 25일: 102번 삼화상운 공동배차 운행

## 운행 노선
2024년 3월 11일 기준이다.
| 운행노선     | 운행구간        | 운행구간 | 운행구간         | 배차간격 (분) | 인가 대수 | 비고                                                                     |
| ------------ | --------------- | -------- | ---------------- | ------------- | --------- | ------------------------------------------------------------------------ |
| 102번        | 상계동 7단지    | ↔        | 동대문           | 6~10          | 19        | 2004년 7월 1일 신설. 삼화상운과 공동배차로 운행한다.                     |
| 105번        | 상계동 7단지    | ↔        | 숭례문           | 8~15          | 21        | 2004년 7월 1일 신설.                                                     |
| 146번        | 상계동 7단지    | ↔        | 강남역           | 1~12          | 30        | 구 960번 좌석버스. 삼화상운과 공동배차로 운행한다.                       |
| 1131번       | 중계본동        | ↔        | 석계역           | 15~25         | 5         | 구 485번. 한성여객과 공동배차로 운행한다.                                |
| 1138번       | 상계4동         | ↔        | 수유역           | 15~27         | 5         | 구 7번 단축                                                              |
| 1139번       | 상계4동         | ↔        | 방학3동주민센터  | 9~15          | 11        | 구 235-1번 단축                                                          |
| 1141번       | 중계본동        | ↔        | 석계역           | 15~22         | 5         | 구 483-1번 연장. 한성여객과 공동배차로 운행한다.                         |
| 1142번       | 중계본동        | ↔        | 창동역           | 5~7           | 12        | 구 483번                                                                 |
| 1143번       | 중계본동        | ↔        | 수락산역         | 13~20         | 5         | 구 484번 변경. 서울교통네트웍, 삼화상운, 한성여객과 공동배차로 운행한다. |
| 1221번       | 중계동          | ↔        | 신내동           | 13~20         | 5         | 구 10번 단축                                                             |
| 1224번       | 상계4동         | ↔        | 청량리역환승센터 | 7~14          | 15        | 구 10-1번 변경. 삼화상운과 공동배차로 운행한다.                          |
| 1226번       | 월곡중          | ↔        | 경동시장         | 20~50         | 2         | 2005년 5월 16일 신설.                                                    |
| N13번        | 복정역          | ↔        | 상계동 7단지     | 20~25         | 6         | 한국brt와 공동배차로 운행한다.                                           |
| 서울09출근번 | 의정부시 민락교 | →        | 노원역           | 1일4회        | 2         | 한성여객, 삼화상운과 공동배차로 운행한다.                                |
| 서울09퇴근번 | 노원역          | →        | 의정부시 민락교  | 1일 2회       | 1         | 2024년 6월 10일 신설 삼화상운과 공동배차로 운행한다.                     |

## 과거 노선 (변경, 폐선, 통폐합 등)

### 개편 전 노선

#### 시내버스
- ●117번: 상계동 ↔ 고속터미널

### 개편 후 노선

#### 지선버스
- ● 1134번: 상계동 - 석계역:하계역으로 단축후 2005년 중반 폐선. (지선버스)
- ● 1167번: 상계동 - 방학동: 2007년 1월 1일 1139번과 통합. (지선버스)

#### 맞춤버스
- ● 8146번: 상계동 주공 7단지 - 강남역: 2009년 7월 11일 폐선. (삼화상운, 한성여객과 공동배차. 맞춤버스)

#### 마을버스
- ● 노원06번: 동막골 - 노원역: 2004년 초반기 폐선. (구 노원마을 9번)
- ● 노원07번: 당고개역 - 당현2교: 2004년 초반기 폐선. (구 노원마을 9-1번)

## 보유 차량

#### KGM커머셜
- 에디슨모터스 E-화이버드
- KGM 스마트 110

#### 현대자동차
- 현대 그린시티
- 현대 뉴 슈퍼 에어로시티
- 현대 저상 뉴 슈퍼 에어로시티
- 현대 블루시티
- 현대 일렉시티

#### 하이거 버스
- 하이거 하이퍼스 EV

#### 비야디 자동차
- BYD eBus-12

## 갤러리

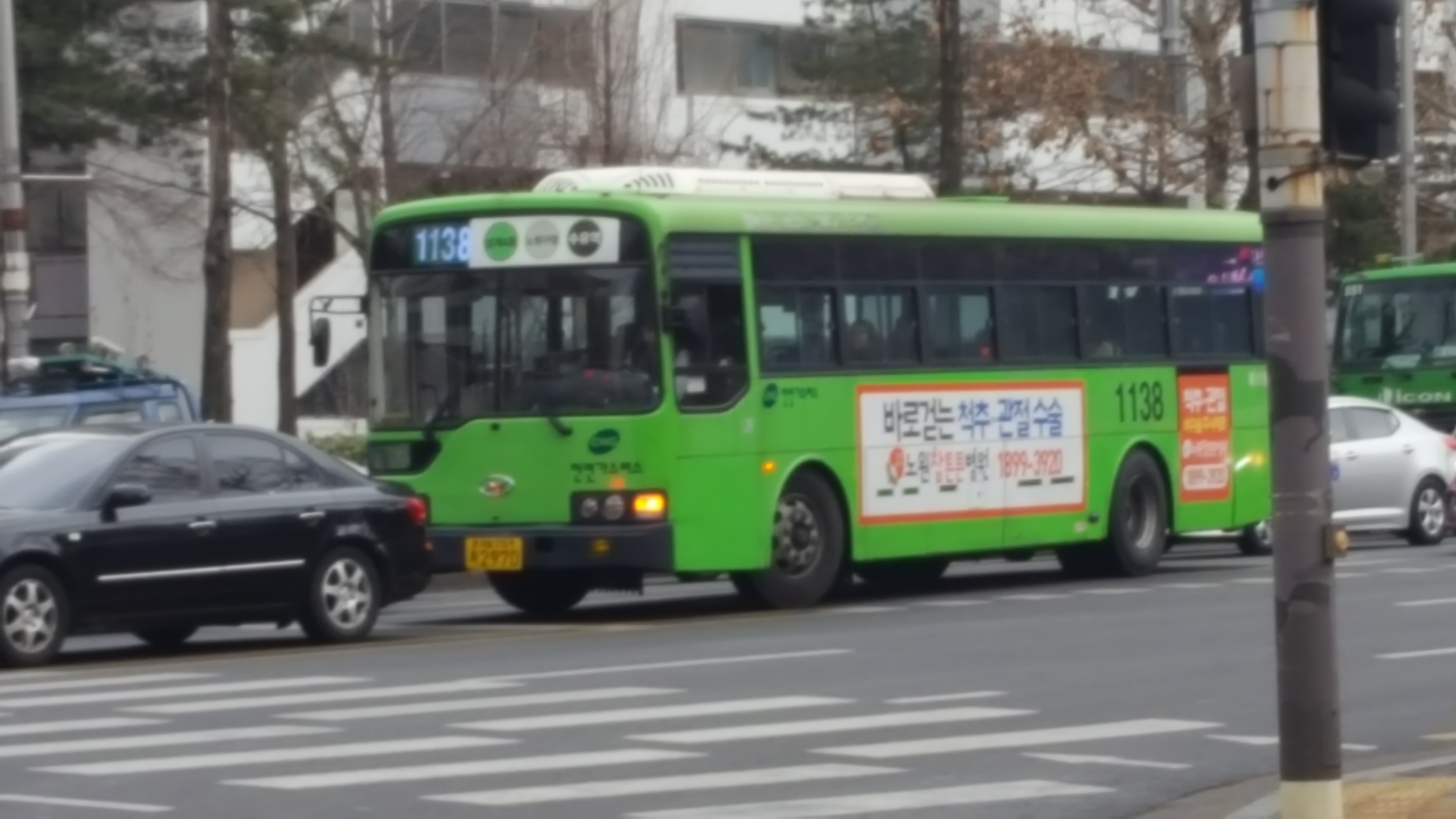
서울시내버스 1138번
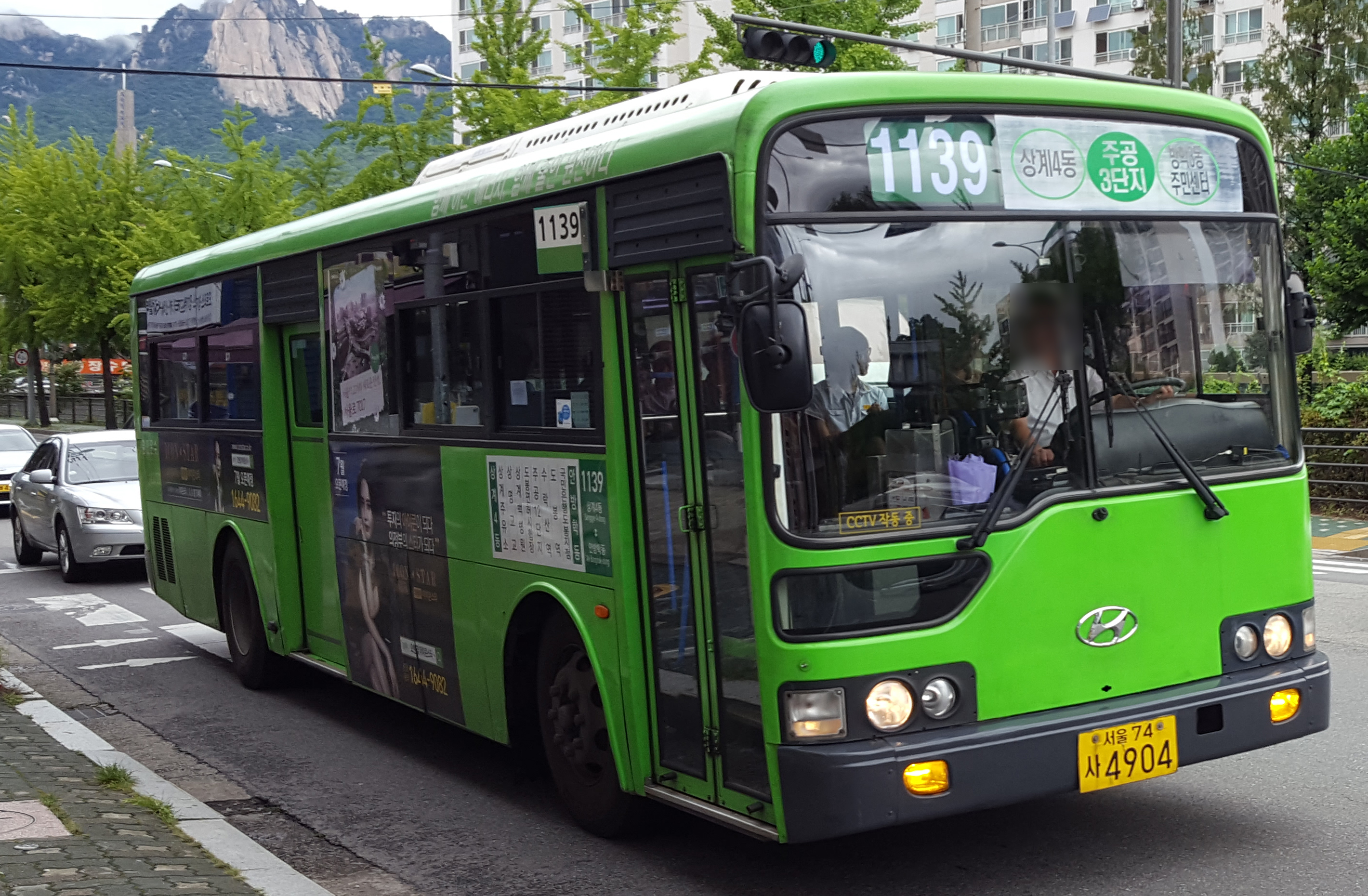
서울시내버스 1139번
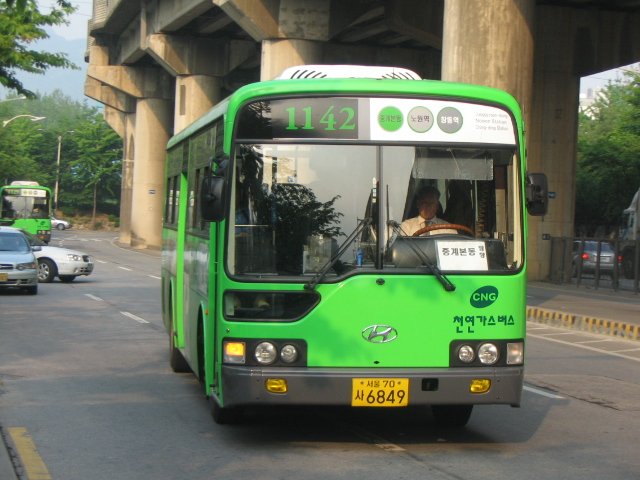
서울시내버스 1142번
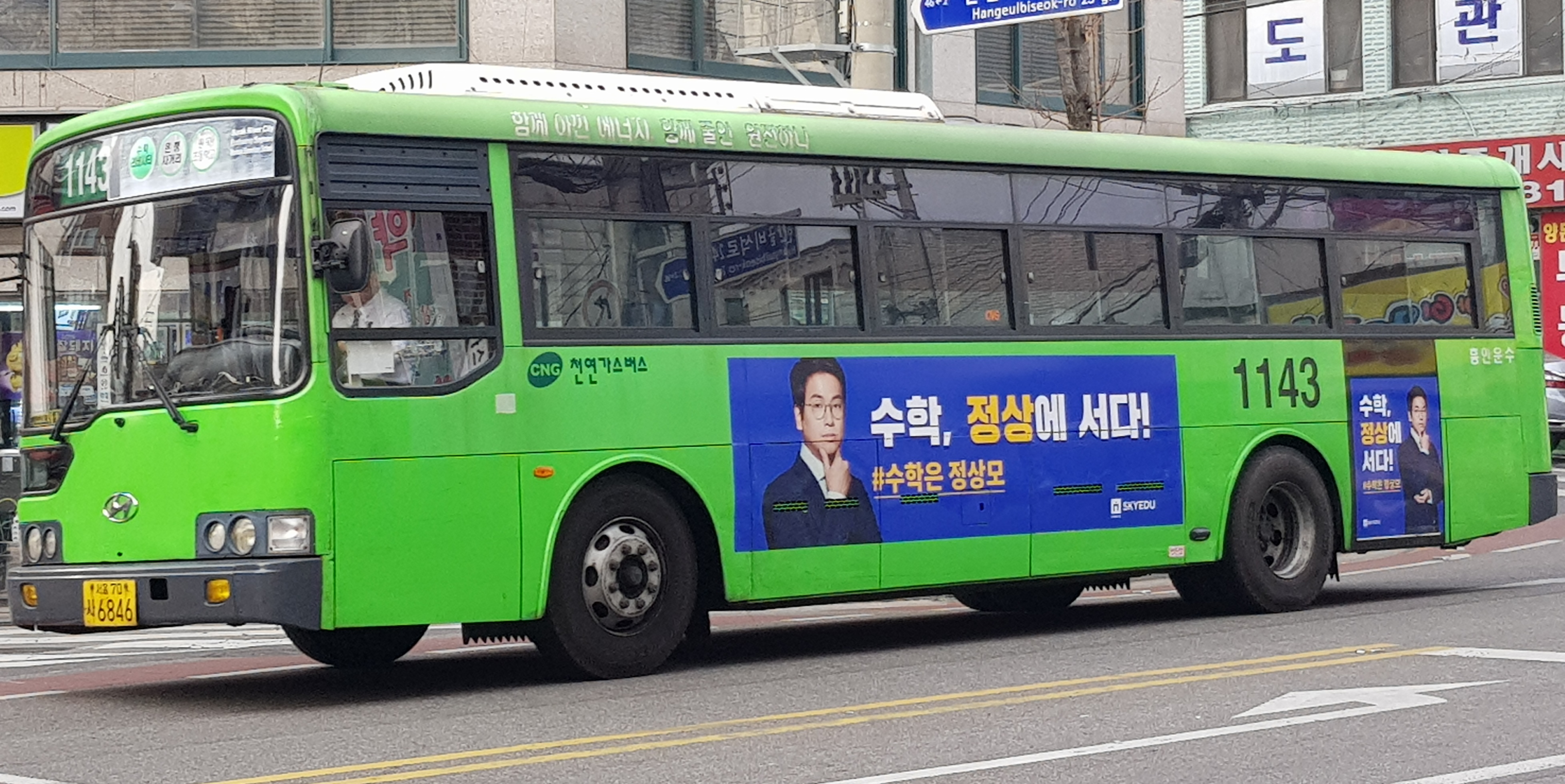
서울시내버스 1143번
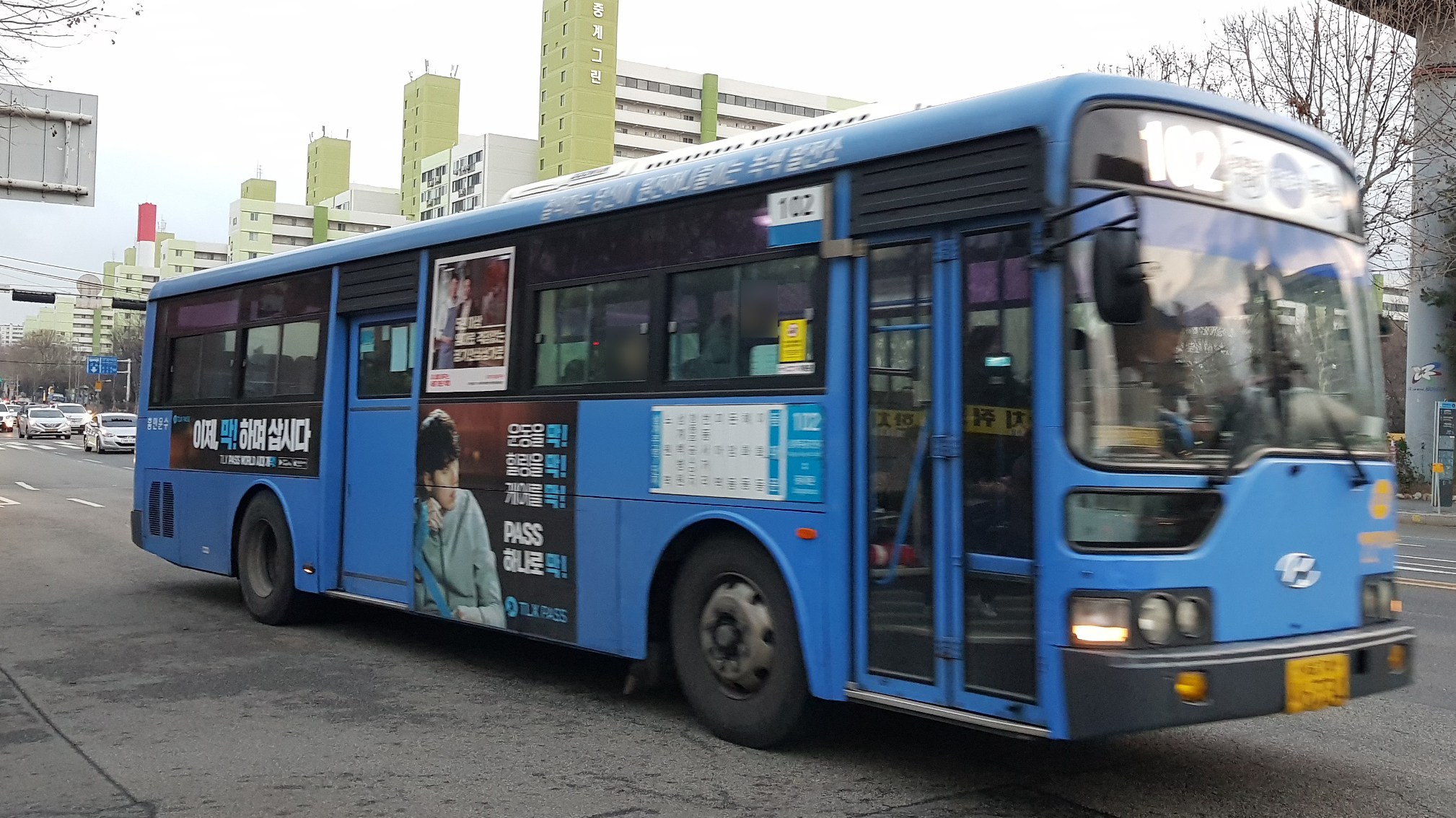
서울시내버스 102번
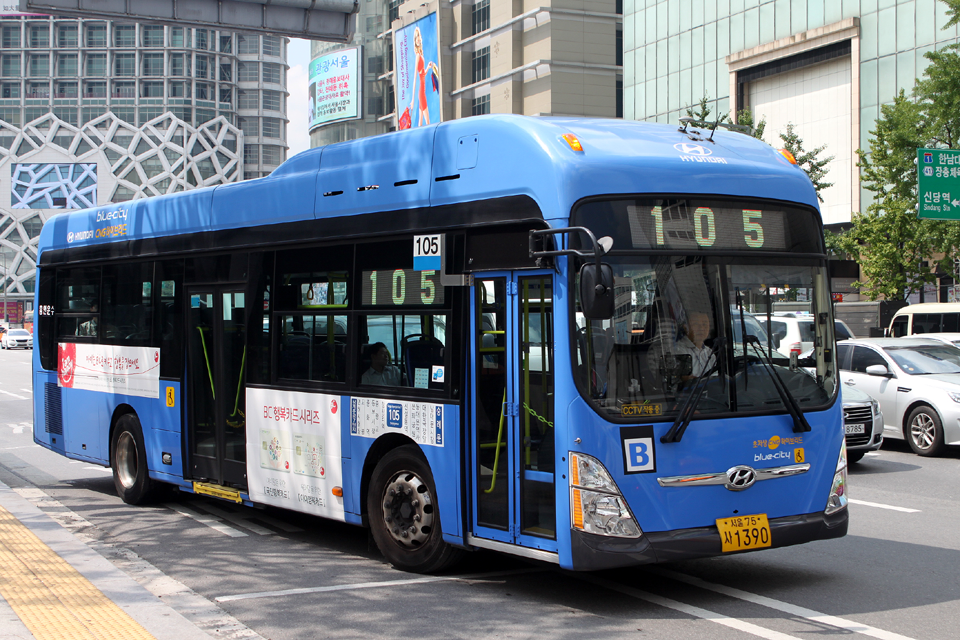
서울시내버스 105번
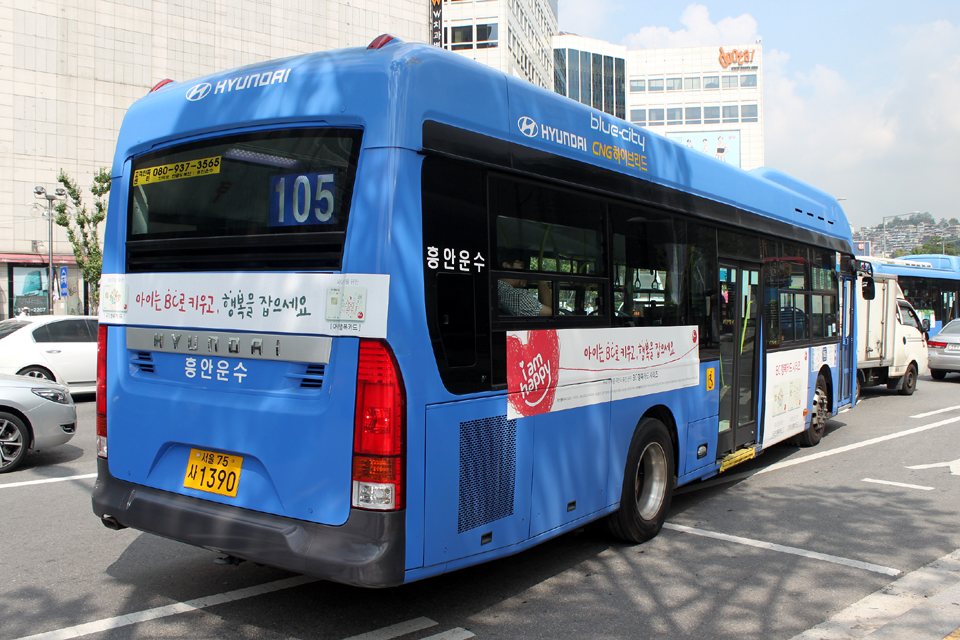
서울시내버스 105번

## 사업장 현황
- 본사 : 서울특별시 노원구 덕릉로 811 (상계동)
- 상계영업소 : 서울특별시 노원구 덕릉로 126길 24 (상계동) (1138, 1139, 1224)
- 7단지영업소 : 서울특별시 노원구 노원로 487 (상계동) (102, 105, 146, N13)
- 중계영업소 : 서울특별시 노원구 중계로 98 (중계동) (1131, 1141, 1142, 1143, 1221)

## 같이 보기
- 관악교통
- 동아운수
- 서울교통네트웍
- 서울버스
- 삼화상운
- 한성여객
- 흥안마을버스